# Actium
Actium. (Tiếng Hy Lạp: Ἄκτιον) là tên gọi cổ xưa của một doi đất ở phía tây Hy Lạp ở phía tây bắc Acarnania, tại cửa của Sinus Ambracius (vịnh Arta) đối diện Nicopolis, được xây dựng bởi Augustus ở phía bắc của eo biển..
Trên doi đất là một đền cổ Apollo Actius, đã được mở rộng bởi Augustus để tưởng nhớ trận Actium, lập hoặc gia hạn các cuộc thi đấu năm năm một lầnđược gọi là Actia hoặc Ludi Actiaci. Actiaca Aera là một sự tính toán thời gian từ cuộc chiến. Trên doi đất đã có một thị trấn nhỏ, hay đúng hơn là một ngôi làng, cũng gọi là Actium.

## Lịch sử
Actium ban đầu thuộc về những người thực dân Corinthia của Anactorium, những người có thể đã thiết lập Apollo Actius và các trận thi đấu Actia; trong thế kỷ thứ 3 trước Công nguyên khi rơi vào tay người Acarnania, những người sau đó đã tổ chức công nghị của họ ở đó. Actium chủ yếu nổi tiếng là nơi diễn ra trận hải chiến Actium, trong đó Octavian đã giành một chiến thắng quyết định trước Mark Antony vào ngày 02 tháng 9, 31 TCN. Cuộc chiến này đã kết thúc một chuỗi dài các chiến dịch không hiệu quả. Các cuộc xung đột cuối cùng đã được kích động bởi Antony, người được cho là đã bị thuyết phục bởi người tình của mình, nữ hoàng Cleopatra của Ai Cập, rút lui về đất nước của bà và đưa ra trận chiến để che giấu việc rút lui của ông; nhưng thiếu quy định và tình trạng xuống cấp đạo đức ngày càng tăng trong quân đội ông cuối cùng đã dẫn đến quyết định này..
Một lễ hội La Mã cổ đại, Actia, được đặt tên theo Actium, trong Nicopolis, thành phố mới (ngày nay Preveza, Hy Lạp). Từ năm 2002, Actium được liên kết với Preveza trên bờ phía bắc của vịnh Ambracian bởi Đường hầm đáy biển Aktio-Preveza, hoặc Đường hầm chìm Aktio-Preveza. Cũng trong mùa hè năm 2009 các nhà khảo cổ phát hiện tại Actium những tàn tích của đền thờ của Apollo (trong tiếng Hy Lạp Ναός του Ακτίου Απόλλωνος) và tìm thấy hai đầu bức tượng ', một trong Apollo, một trong Artemis (Diana).